# نائوکی هیسایا
نائوکی هیسایا (انگلیسی: Naoki Hisaya) فیلم‌نامه‌نویس، ترانه‌سرا و کارآفرین اهل ژاپن است، که در سال ۱۹۹۸ شرکت کی را تأسیس کرد.